# Sate
Pour les articles homonymes, voir Saté (condiment) et Sauce shacha.

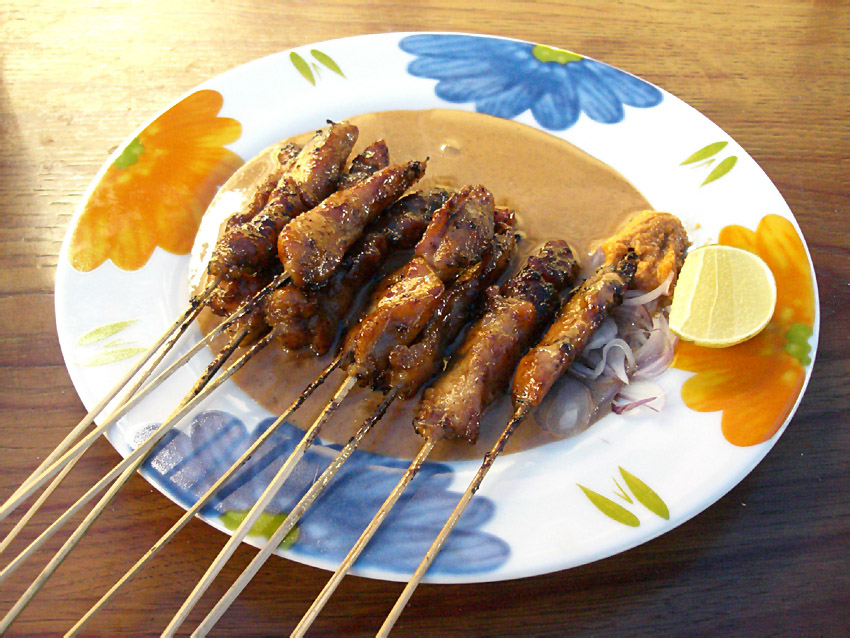
Sate de poulet à la mode de Ponorogo (Java oriental).

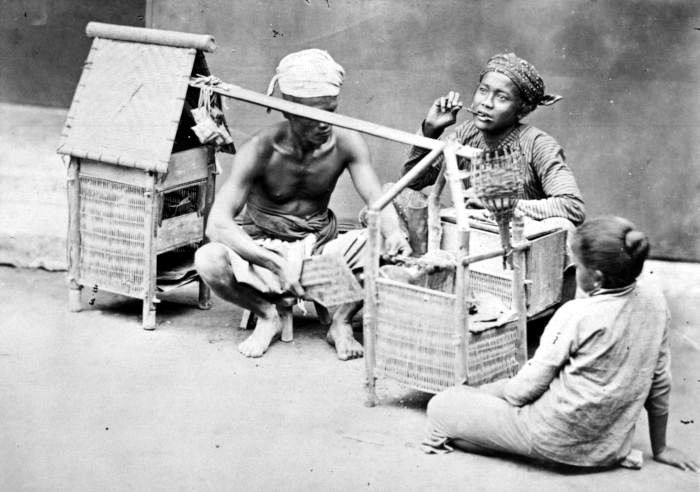
Vendeur de sate au Java, vers 1900 (Tropenmuseum).

Le sate ou satay (du malais et de l'indonésien) est un plat inventé à Java au XIXe siècle par les vendeurs ambulants des grandes villes de l'île comme Yogyakarta.
Depuis Java, ce plat s'est répandu dans tout le sud-est asiatique (Singapour, Malaisie, Thaïlande) ainsi que dans les établissements de restauration rapide néerlandaise à la suite de la colonisation.
Le terme « sauce sate » régulièrement utilisé pour désigner, notamment, un accompagnement de frites est un abus de langage[réf. nécessaire] passé dans la langue usuelle : en effet, le sate est la brochette en elle-même.
La sauce cacahuète dont le vrai nom est bumbu kacang n'est qu'une des nombreuses variétés de sauces pouvant accompagner les brochettes.
De nos jours, il existe des sate de viande (poulet, bœuf, agneau, porc, tortue, cheval, lapin…), d'œufs (caille…), sate telur muda (à base d'œufs de poule prématurés), de poisson et fruits de mer, de fruits et légumes, de tofu et tempeh.